# یوشینوبو آکاو
یوشینوبو آکاو (انگلیسی: Yoshinobu Akao؛ زادهٔ ۳ اکتبر ۱۹۷۵) بازیکن فوتبال اهل ژاپن است.